# Darmstadtium (Kongresszentrum)

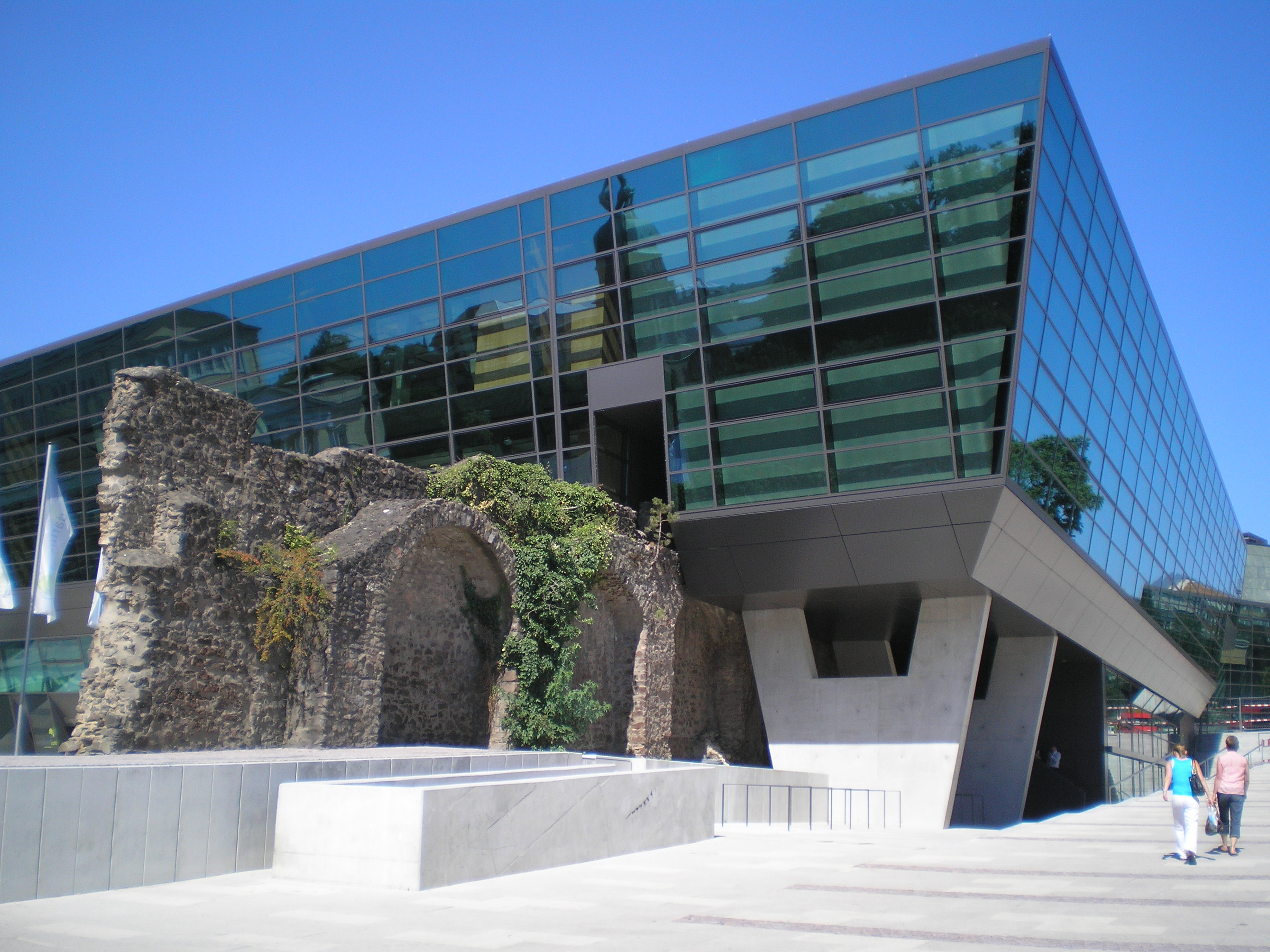
Darmstadtium, Westseite. Vorn die umbaute historische Stadtmauer.

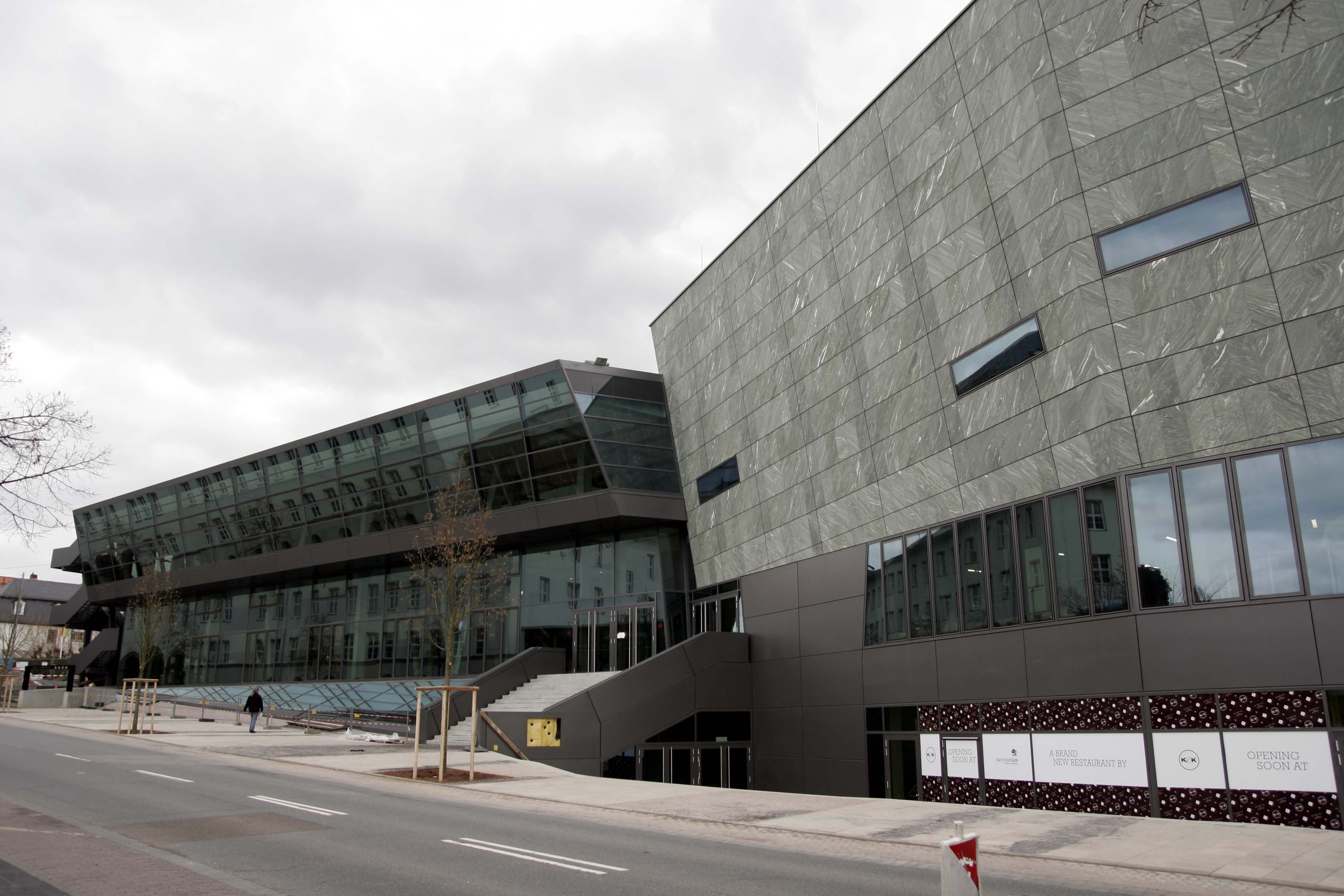
Das Darmstadtium zwei Tage nach der Eröffnung (Nordseite), Dezember 2007

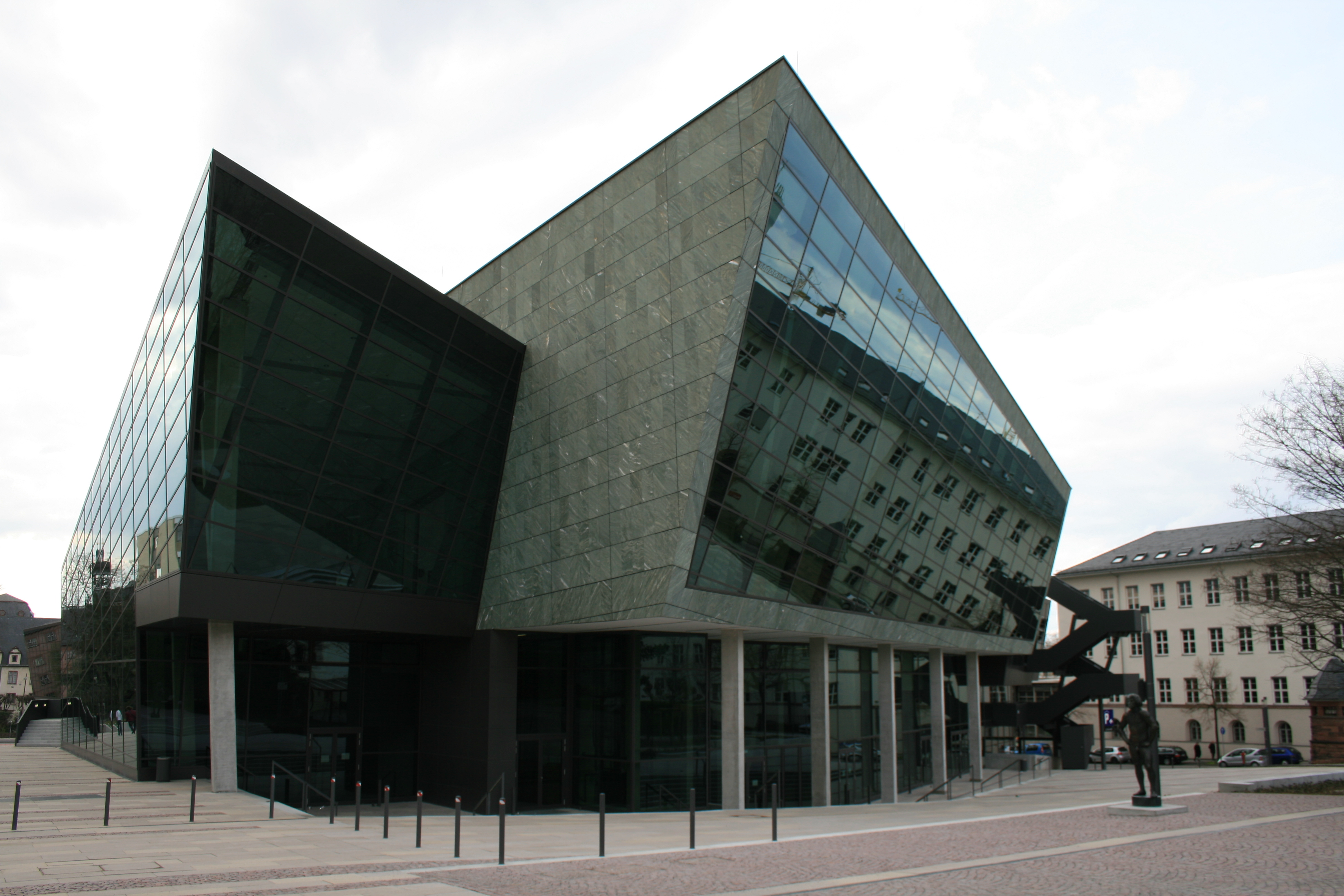
Südostseite

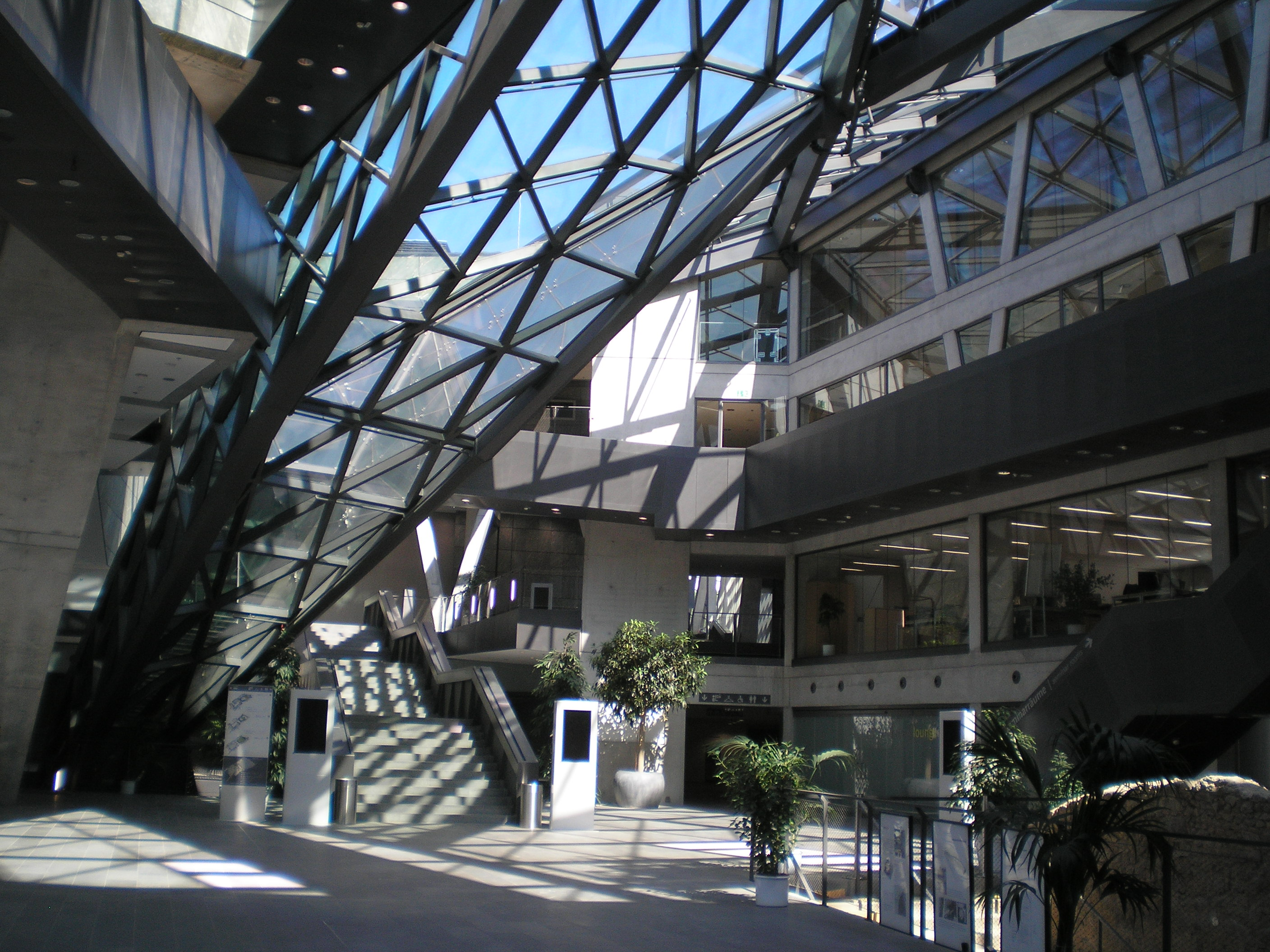
Eingangshalle

Das Darmstadtium (Eigenschreibweise darmstadtium) ist ein Kongresszentrum im Zentrum der Wissenschaftsstadt Darmstadt. Die Namensgebung – in einem Wettbewerb vorgeschlagen von Dr. Peter Strehl von der GSI und Dr. Christian Dindorf von der benachbarten TU Darmstadt – wurde angeregt durch den Namen des Elements Darmstadtium.

## Nutzung
Neben der Funktion als Kongresszentrum wird das Gebäude für repräsentative Empfänge, Kultur- und Konzertveranstaltungen und andere Veranstaltungen genutzt.
Das Kongresszentrum liegt nahe der Innenstadt in Nachbarschaft des Residenzschlosses Darmstadt und der TU Darmstadt. Die Räumlichkeiten des Kongresszentrums sind barrierefrei und bestehen aus 21 kombinierbaren Seminar- und Konferenzräumen für insgesamt bis zu 1.300 Personen, einem zwei- oder dreifach teilbaren großen Saal in der Größe von 1.300 m² und mit 1.677 Sitzplätzen in Reihenbestuhlung, sowie einem kleineren Kongresssaal auf 650 m² für 383 Personen. Das Foyer soll für begleitende Ausstellungen genutzt werden können. Im Kongresszentrum befinden sich ebenfalls ein Restaurant, eine Weinbar und eine Tiefgarage mit 454 Parkplätzen. Die Dachterrasse hat Platz für 200 Menschen. Zum Kongresszentrum gehören zudem weitere 2.000 Garagenplätze.
Das Raumkonzept sieht vor, dass die Raumbezeichnungen ebenfalls Elementen aus dem Periodensystem folgen.
Das Kongresszentrum dient unter anderem während des Schlossgrabenfestes aufgrund der zentralen Lage als Einsatzzentrale für Feuerwehr, Polizei und Sanitäter. Während der COVID-19-Pandemie wurde im Darmstadtium von Dezember 2020 bis September 2021 ein regionales Impfzentrum betrieben.

## IT-Infrastruktur
Das Kongresszentrum ist mit einem hausweiten Netzwerk mit 80 WLAN-Zugangspunkten ausgestattet und hat eine Internetanbindung mit 10 Gigabit Datenübertragungsgeschwindigkeit. Das Netzwerk unterstützt seit einer Modernisierung im Jahr 2013 den WLAN-Standard IEEE 802.11ac und ist für eine gleichzeitige Benutzung durch 3.000 Besucher ausgelegt. Für die Ausstattung des Kongresszentrums mit Netzwerktechnologie arbeitet der Betreiber mit lokalen und regionalen IT- und Kommunikationsunternehmen zusammen.

## Nachhaltigkeit
Das Kongresszentrum nutzt „nahezu vollständig“ erneuerbare Energien. Bauliche Lösungen zur Wärmerückgewinnung und Einrichtungen wie ein Holzpelletkraftwerk sollen zur Energieeffizienz des Gebäudes beitragen. Das Darmstadtium ist das erste Kongresszentrum, welches von der Deutsche Gesellschaft für Nachhaltiges Bauen zertifiziert wurde. 

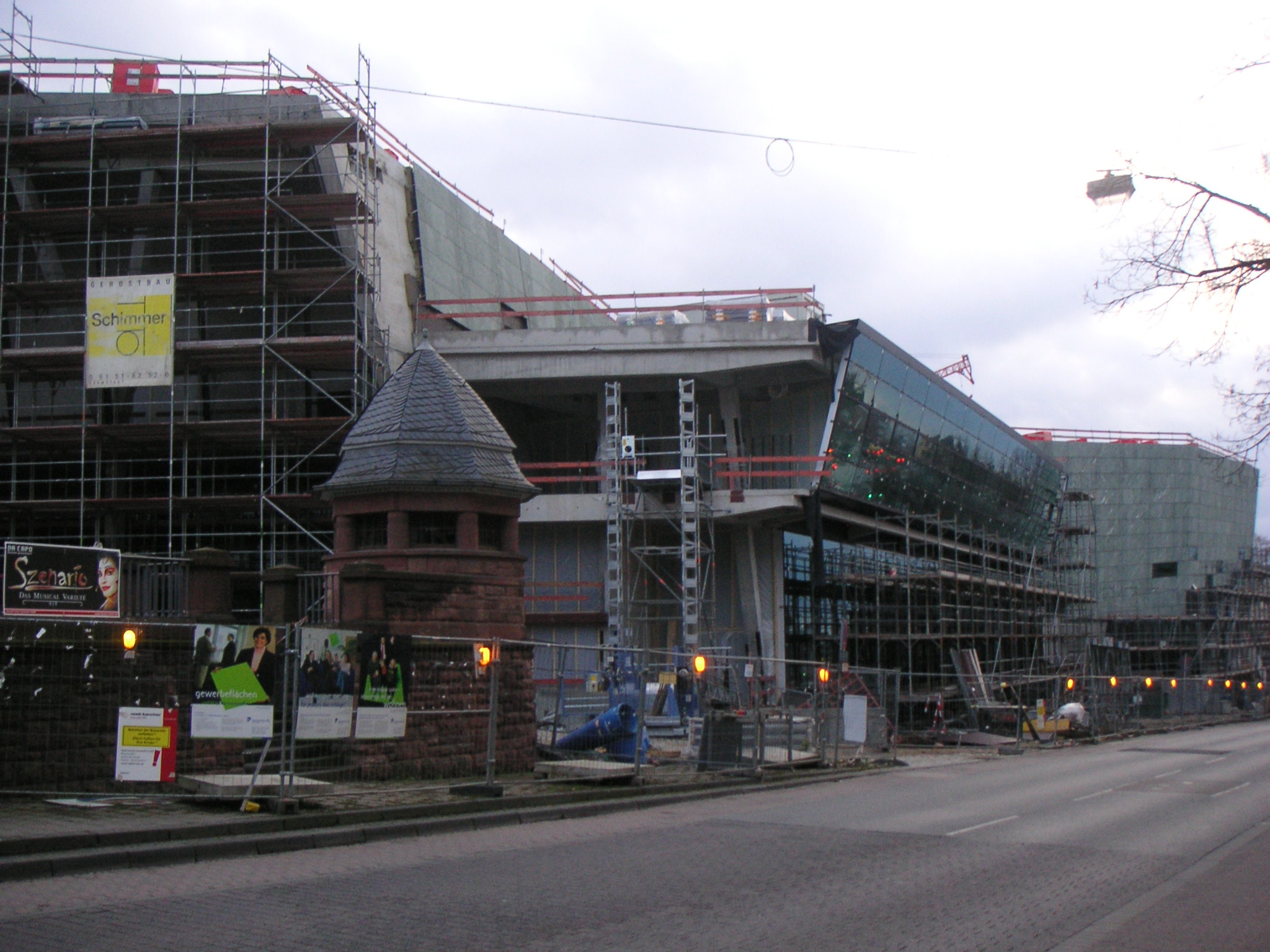
Baustelle Darmstadtium 2006

## Bau
Das Gebäude entstand aus einem Entwurf des Wiener Architekten Talik Chalabi im Auftrag der Stadt und der Technischen Universität Darmstadt. Am 6. Dezember 2007 wurde der östlich gegenüber dem Darmstädter Schloss gelegene Neubau nach fast dreijähriger Bauzeit eröffnet. Das Gebäude besteht aus vier verschachtelten Gebäudeteilen, die kaum rechte Winkel aufweisen. Die Außenfassade hat weitgehend schräge und spitz zulaufende Glasflächen, deren Zweck unter anderem die Vermeidung direkter Sonneneinstrahlung bei gleichzeitiger Versorgung mit Tageslicht ist. Die Gesamtfläche des Gebäudes beträgt 18.000 m2. Das Kongressgebäude hat einen Bruttorauminhalt von zirka 110.000 m3, die zweigeschossige Tiefgarage rund 45.000 m3. Es wurden 43.000 m3 Beton und 7300 t Stahl verbaut. Während der langen Bauzeit war das Darmstadtium Hessens größte öffentliche Baustelle. Die Baugrube hatte eine Tiefe von 16 Metern. Aus ihr wurden etwa 180.000 m3 Erde ausgehoben.
Während der Bauarbeiten entdeckte man im Westen Teile eines historischen Wehrturms. Dieser wurde – wie auch Teile der mittelalterlichen Stadtmauer – in das Kongresszentrum integriert. Nicht nur im Foyer, sondern auch in einzelnen Konferenzräumen ist die Stadtmauer zu sehen.

## Kosten
Die Baukosten hat vollständig die Stadt Darmstadt getragen, das Land Hessen stellt das Grundstück, die Technische Universität Darmstadt übernimmt eine „Belegungsgarantie“ für ein bestimmtes Kontingent. Im September 2010 wurde festgestellt, dass der Bau mit 90,5 Millionen Euro 17,5 % teurer war als geplant. Geplant wurde mit 77 Millionen Euro. In dieser Summe waren der Innenausbau sowie die Kosten für die Fertigstellung eines Kleinen Saales zur Nutzung für Parallelveranstaltungen im Großen Saal noch nicht enthalten.
Zu den laufenden Kosten erklärte Oberbürgermeister Walter Hoffmann kurz vor der Einweihung im Dezember 2007, dass ein jährliches Betriebsdefizit zwischen 2,3 und 3,5 Millionen Euro „politisch gewollt“ sei.
Seit 1. Januar 2011 ist Lars Wöhler als neuer Geschäftsführer eingesetzt, dessen erklärtes Ziel eine Verbesserung der Zusammenarbeit mit Forschung – insbesondere TU Darmstadt – und Unternehmen (Key-Account-Management) ist. Die damit erhoffte Umsatzsteigerung sollte den benötigten Zuschuss zu den operativen Kosten auf 1,2 Millionen Euro begrenzen. Im Jahr 2014 wurde erstmals ein Umsatz von über 4 Millionen Euro verzeichnet.
Im Jahr 2014 wurde das Darmstadtium mit dem Ausbau des Kleinen Saals endgültig fertiggestellt. Die Gesamtbaukosten liegen abschließend bei 93,5 Millionen Euro (Ausbau Kleiner Saal unter 4 Millionen Euro).
2018 meldete das Darmstadtium ein weiteres Umsatzplus für das Jahr 2017 und ein erstmals ausgeglichenes operatives Ergebnis. Es wurden knapp 5,5 Mio. Euro Umsatz erzielt. 2017 erbrachte das Kongresszentrum der Stadt erstmals 350.000 Euro Gewinn, zehn Jahre nach seiner Eröffnung. Vorher meldete das Darmstadtium keine Bilanzen.

## Kritik
Das Kongresszentrum war wegen der Bau- und Folgekosten in Darmstadt umstritten. Der Steuerzahlerbund kritisierte in seinem Schwarzbuch 2008 mangelnde Kostenkontrolle.
Die Eröffnung vor dem Abschluss aller Bauarbeiten führte zudem zu vereinzelten Veranstaltungsabsagen und Beschwerden von Künstlern über die Baustellenverhältnisse. Helge Schneider verschob während der Bauarbeiten einen Auftritt kurzfristig.

## Sonstiges
Im Kongresszentrum befindet sich das restaurierte Original der Darmstadtia.
An den Autobahnen A67 und A5 in der Nähe des Darmstädter Kreuzes stehen seit 2018 Unterrichtungstafeln mit dem Bild des Kongresszentrums Darmstadtium und einer Darstellung des in Darmstadt am GSI Helmholtz-Zentrum entdeckten Elements Darmstadtium.
Das Kongresszentrum diente als einer der Drehorte des 2017 erschienenen Spielfilms Jugend ohne Gott von Regisseur Alain Gsporner.